# Bryum chrysophyllum
Bryum chrysophyllum är en bladmossart som beskrevs av Harumi Ochi 1973. Bryum chrysophyllum ingår i släktet bryummossor, och familjen Bryaceae. Inga underarter finns listade i Catalogue of Life.